# هانس إريش نوساك
هانس إريش نوساك (بالألمانية: Hans Erich Nossack) ‏(30 يناير 1901 – 2 نوفمبر 1977) كاتب ألماني.
من أعماله: أخيراً في نوفمبر (1955)، الأخ الصغير (1958)، إنسان سعيد (1975).
فاز بجائزة غيورغ بوشنر الأدبية عام 1975. ومن أشهر أعماله «النهاية: هامبورج 1943» التي كتبت بعد ثلاثة شهور من قصف الحلفاء لمدينة هامبورج أثناء الحرب العالمية الثانية. 

## روابط خارجية
- هانس إريش نوساك على موقع مونزينجر (الألمانية)